# (1291) Phryne
(1291) Phryne ist ein Asteroid des Hauptgürtels, der am 15. September 1933 vom belgischen Astronomen Eugène Joseph Delporte in Ukkel entdeckt wurde. 
Benannt ist der Asteroid nach der Hetäre Phryne, die im 4. Jahrhundert v. Chr. lebte und ihrer Schönheit wegen angebetet wurde.